# Val-de-Grâce

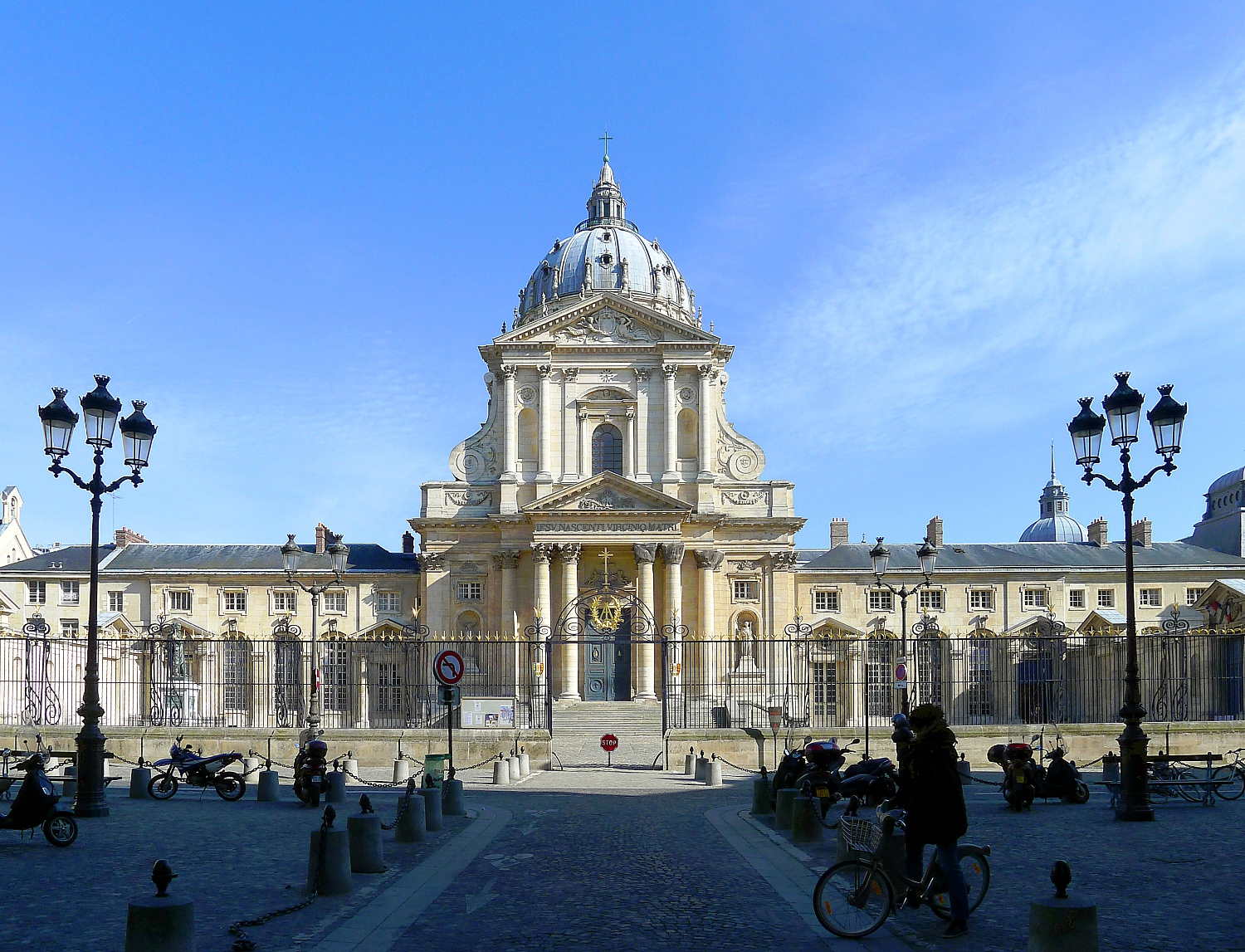
Die Kirche Val-de-Grâce

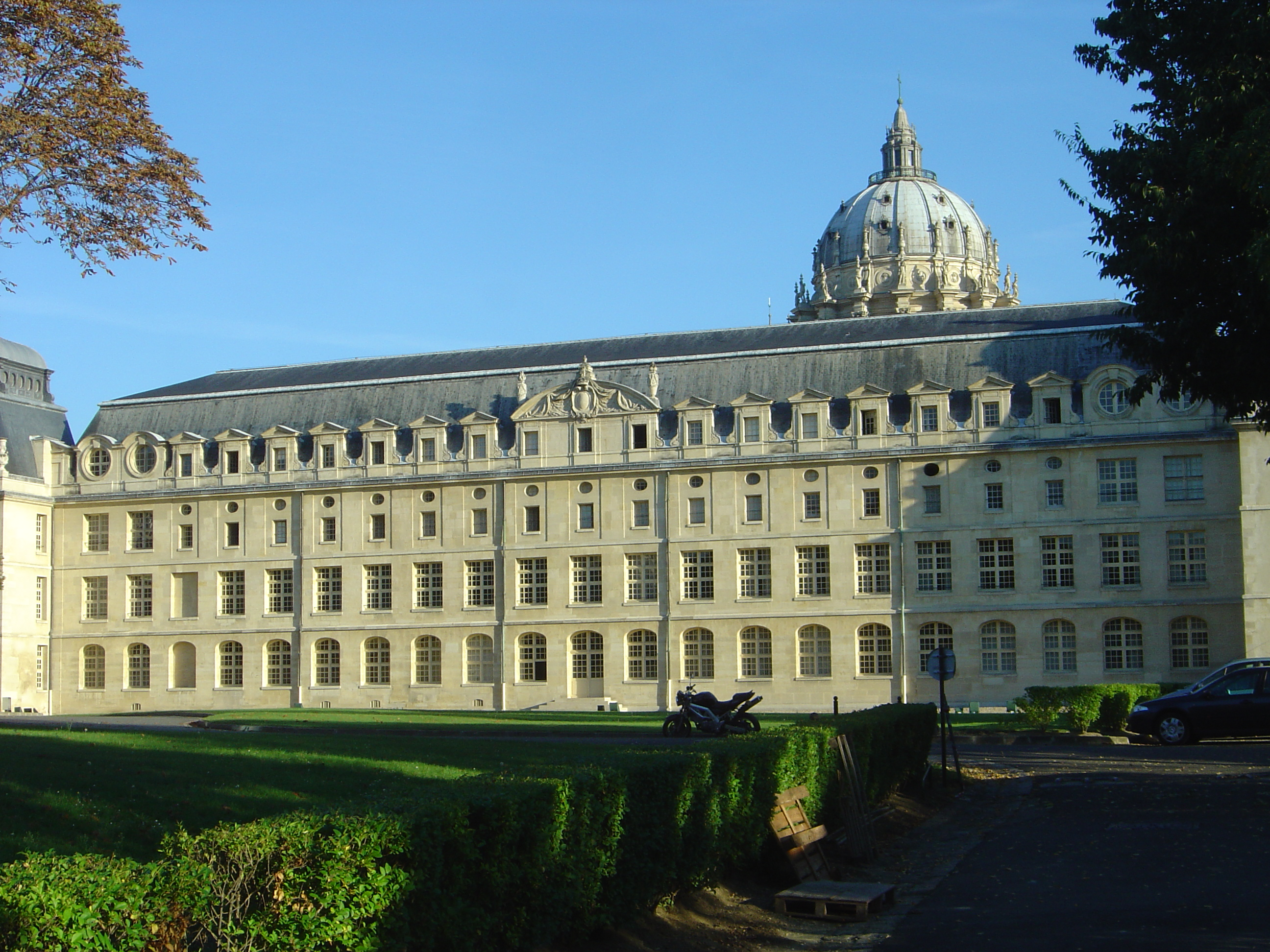
Ehemaliges Konventsgebäude

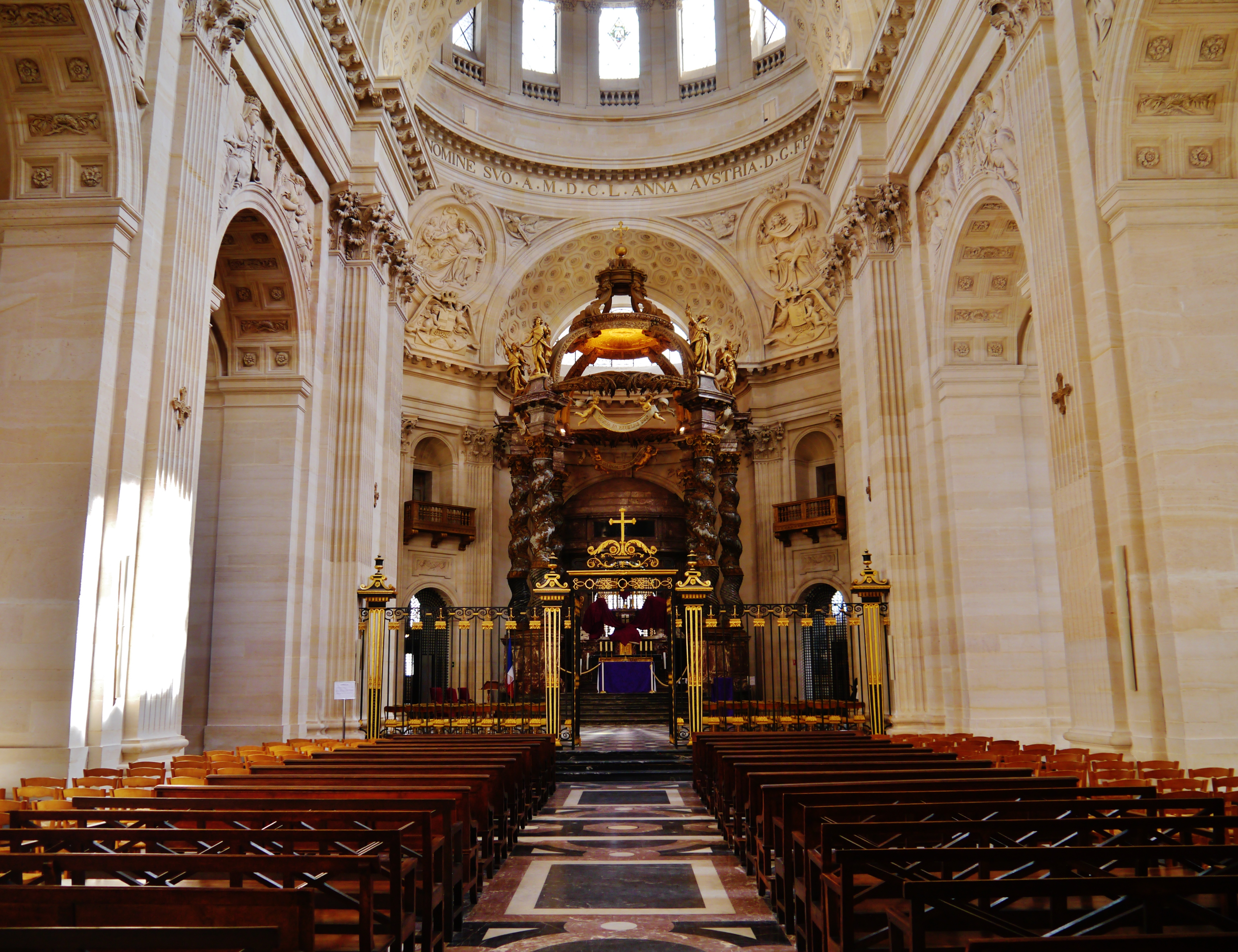
Innenraum der Kirche

Val-de-Grâce (deutsch: „Tal der Gnade“) ist ein bedeutender, teilweise historischer Gebäudekomplex im 5. Arrondissement in Paris, der aus einem ehemaligen königlichen Konvent und der dazugehörigen Kirche Notre-Dame du Val-de-Grâce aus dem 17. Jahrhundert sowie aus zeitgenössischen Bauten besteht, in denen aktuell ein Militärhospital untergebracht ist, das Hôpital d’instruction des armées du Val-de-Grâce, oder HIA Val-de-Grâce.

## Die Abtei
Die Abtei wurde 1621 von der französischen Königin Anna von Österreich gegründet, um Nonnen aus dem Kloster Val-de-Grâce de Bièvre unterzubringen – und um religiösen Beistand für die erhoffte Geburt eines Thronfolgers zu erhalten, die dann aber noch bis 1638 auf sich warten ließ, als der spätere Ludwig XIV. geboren wurde.
Nach dem Tode ihres Gemahls Ludwig XIII. beauftragte Anna 1645 François Mansart damit, den Konvent (der vom Vorplatz aus gesehen rechts liegt) um eine Kirche (in der Mitte) und ein Palais (links) zu ergänzen, in dem sie selbst wohnen wollte. Mansart wurde jedoch ein Jahr später abberufen, so dass lediglich die Kirche nach seinen Plänen errichtet wurde. Nach mehreren Wechseln der Baumeister – auf Mansart folgten Jacques Lemercier, Pierre Le Muet und Gabriel Leduc – wurde die Kirche 1667 fertiggestellt. Am 16. Januar 2025 ist die Kirche Ort einer Trauerfeier für Jean-Marie Le Pen.
Anna von Österreich war im Jahr zuvor in ihrem Appartement im Konvent gestorben.
Während der Französischen Revolution wurden die königlichen Insignien getilgt und das Ensemble zum Militärhospital umgewidmet.

## Das Krankenhaus

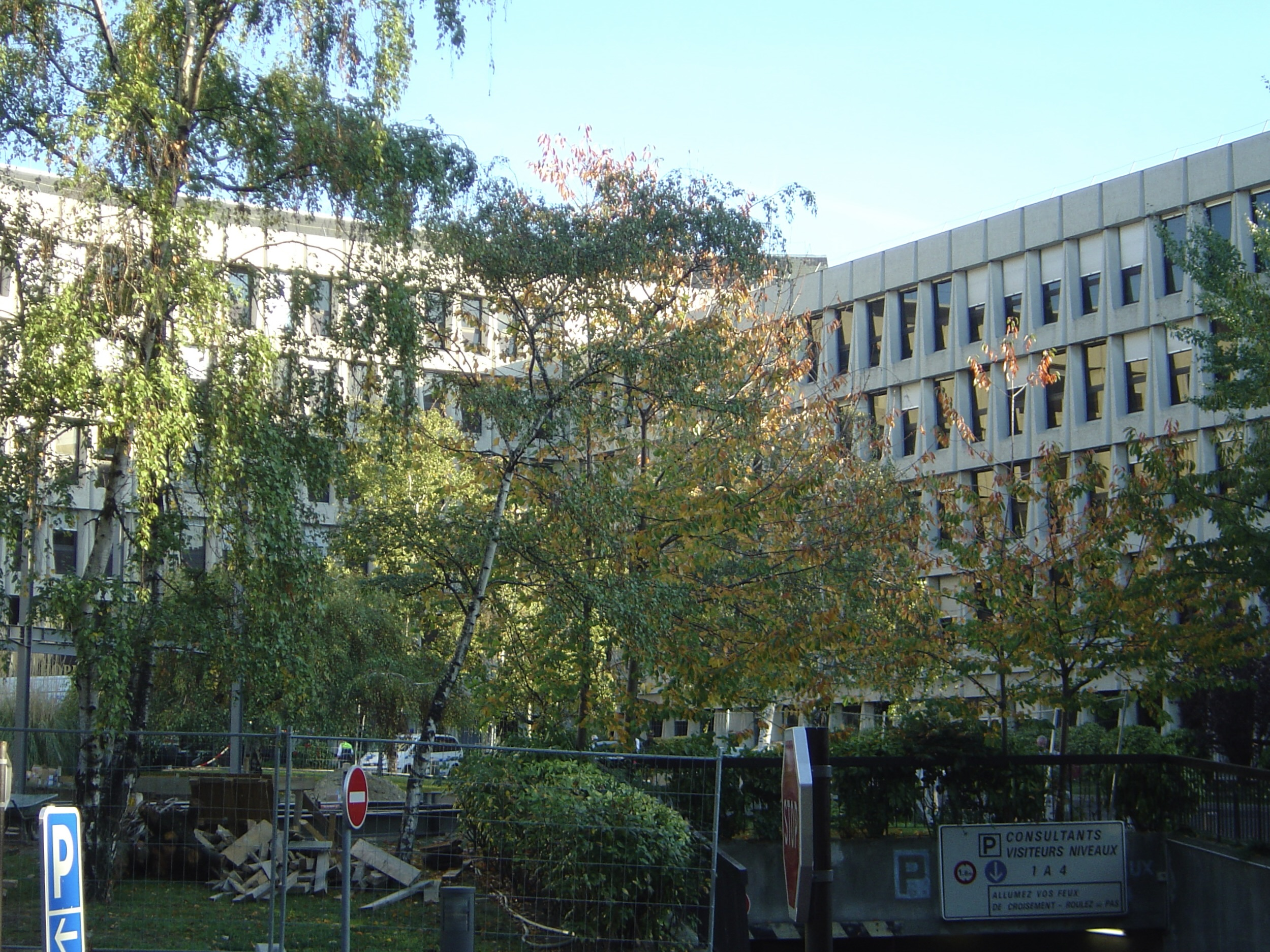
Das moderne Hospital

Während der Revolution (1789–1799) wurde das Ensemble zum Militärhospital umgewidmet. Es entstand die École du Val-de-Grâce, wo Félix Hippolyte Larrey, der Sohn von Dominique Jean Larrey, ab 1828 studierte und 1841 den Lehrstuhl für Chirurgie erhielt. Hinzu kam 1850 die École d’application de médecine militaire; 1993 wurde daraus die École d’application du Service de santé des armées und damit das erste Universitätskrankenhaus des französischen Militärs. Entgegen einem in der Vergangenheit häufig verbreiteten Gerücht existiert weder für den Präsidenten noch für den Premierminister ein jeweils persönlich reserviertes Krankenzimmer. Zwar existieren VIP-Zimmer, diese sind jedoch nicht personengebunden. Zwei französische ehemalige Premierminister, Raymond Barre und Pierre Messmer, verbrachten ihre letzten Tage im Krankenhaus.